# Menacanthus pusillus
Menacanthus pusillus är en insektsart som först beskrevs av Christian Ludwig Nitzsch 1818.  Menacanthus pusillus ingår i släktet kamlöss, och familjen spolätare. Arten är reproducerande i Sverige.